# Distraherade pojkvännen
Den distraherade pojkvännen är en meme baserad på ett stockfoto från 2015 av den katalanske fotografen Antonio Guillem. Användare på social media började använda bilden som en meme i början av 2017, då den blev viral i augusti 2017 som ett sätt att beskriva olika former av otrohet. Memen har varit inspirationskälla till flera efterkommande memer.

## Originalfotot
Originalbilden fotograferades i staden Girona i Katalonien, Spanien i mitten av 2015 av fotografen Antonio Guillem från Barcelona. Guillem berättade för Wired att han och modellerna från bildbanken hade planerat en fotosession som skulle illustrera begreppet otrohet “på ett lekfullt och roligt sätt.” Modellerna som spelar pojkvännen och flickvännen i fotografiet är kända under sina artistnamn “Mario” och “Laura”. “Laura” beskrev senare upplevelsen av att ta bilderna och sa: “När folk såg oss iscensätta dessa scener på gatan stannade de för att titta och skratta, och i mitt fall – eftersom jag var tvungen att se allvarlig ut – hade jag det väldigt svårt att hålla masken.” 
Bilden laddades sedan upp på Shutterstock med bildtexten: “Disloyal man walking with his girlfriend and looking amazed at another seductive girl” (“Otrogen man som går med sin flickvän och ser förvånat på en annan förförisk kvinna”). När det gäller bildens upphovsrättsstatus har Guillem uttalat att hans bilder “lyder under upphovsrättslagar och licensavtal med mikrostock-byråer. Det är inte tillåtet att använda någon bild utan att köpa rätt licens på något sätt, så varje person som använder bilderna utan licens gör det olagligt.
Detta är dock inte något som verkligen oroar oss, eftersom det bara är en grupp människor som gör det i god tro, och vi kommer inte att vidta några åtgärder – utom i extrema fall där denna goda tro saknas.”

## Meme

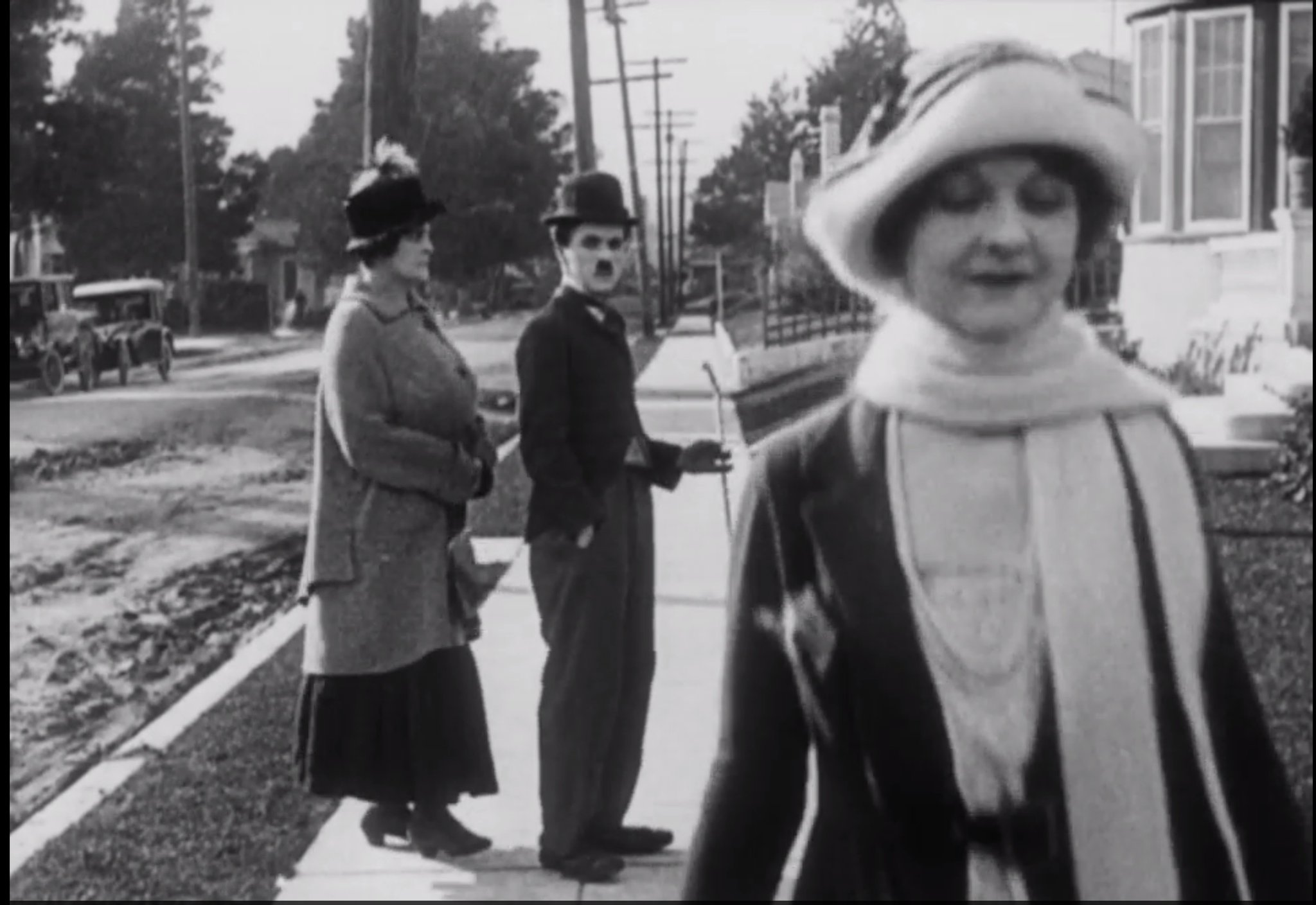
Scen ur Charles Chaplins film Pay Day, som påminner om det ursprungliga katalanska fotografiet

Den första kända användningen av bilden som ett internetmeme publicerades i en turkisk Facebookgrupp för progressiv rock i januari 2017. Inlägget märkte mannen som Phil Collins, som blir distraherad av popmusik. Denna meme återpublicerades på en engelskspråkig Facebooksida för progressiv rock dagen därpå, och därefter på Twitter den 2 februari 2017. Senare samma månad delades det ursprungliga fotografiet på Instagram och fick nästan 30 000 gillamarkeringar.
Memen började spridas viralt den 19 augusti 2017, efter att en Twitter-användare publicerade fotografiet där mannen var märkt som “killen”, som blev distraherad från sin flickvän “kapitalism” av “socialism”. En annan Twitter-användare kopierade den här memen, vilket ledde till över 35 000 retweets och nästan 100 000 gillamarkeringar. Memen och dess varianter blev virala på Twitter, Reddit och Facebook. Enligt Adam Downer, redaktör för Know Your Meme(en), hjälpte “den distraherade pojkvänsmemen” till att popularisera ett memeformat som kallas objektmärkning. Flickvännen i memen kom vanligtvis att representera något man förväntas göra, medan kvinnan i rött kom att symbolisera något mer lockande eller mer riskabelt.
Modellerna “Mario” och “Laura” säger att de fick veta om memerna baserade på deras foto när folk började lägga upp dem på deras sociala mediekonton. Guillem berättade för The Guardian:
“Jag visste inte ens vad en meme var förrän nyligen. Modellerna upptäckte memen på sociala medier och berättade det för mig. Ingen av oss kunde föreställa sig den mediala genomslagskraft det har fått vid det här laget.”
Vissa varumärken började använda memen när den började bli viral. I början av januari 2018 blev en version av memen, som refererar till den bibliska berättelsen om Lots hustru som förvandlas till en pelare av salt, viral på Twitter. Memen användes också på en affisch under protesten mot vapenvåld ”Enough! National School Walkout” i mars 2018. Den 25 juni 2018 uppmärksammade Twitter-användaren Ernie Smith andra bilder där flickvännen från den ursprungliga memen ser förvånad ut när hon tittar på skärmar.

## Efterföljande varianter

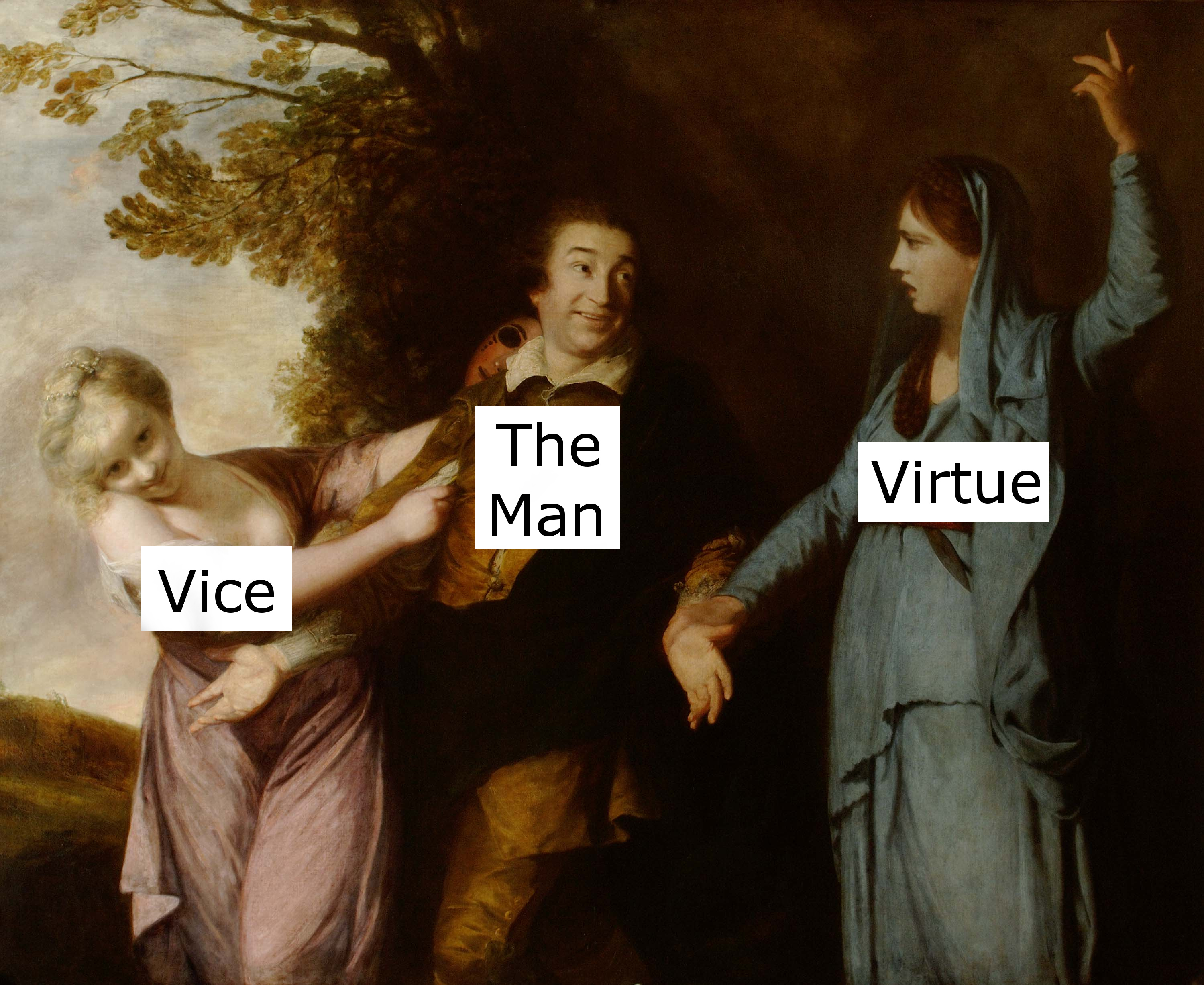
Meme inspirerad av en reproduktion av David Garricks Between Tragedy and Comedy.

De första varianterna av memen använde andra foton från Guillems fotosession med de tre personerna för att skapa en berättelse. I slutet av januari 2018 lade vissa användare på sociala medier märke till likheter mellan memen och en reklambild för Mission: Impossible – Fallout med Henry Cavill och Angela Bassett. Den 16 april 2018 kallade en Twitter-användare Joshua Reynolds målning David Garrick Between Tragedy and Comedy för "1700-talets motsvarighet" till den distraherade pojkvänsmemen, och målningen blev populär som ett liknande meme med historiska referenser.
I början av maj 2018 publicerade en Twitteranvändare ett mynt som hedrade prins Harrys och Meghan Markles bröllop, där en av memens figurer var inkluderad. I början av juni 2018 publicerade filmförfattaren Peter Goldberg en scen ur kortfilmen Payday (1922) av Charlie Chaplin på sitt Twitter-konto, formaterad på liknande sätt som den distraherade pojkvänsmemen. I början av juli 2018 blev ett fotografi viralt där en kvinna äter glass bredvid ett par som håller varandra i handen i Venedig – på grund av dess likhet med den distraherade pojkvänsmemen.

## Mottagande
Nathan Heller från The New Yorker skrev att “förtjusningen i memen med den distraherade pojkvännen inte skilde sig från det perversa nöjet som den distraherade pojkvännen själv tog" och han menade att den distraherade amerikanarna från mycket viktigare åtaganden.” Tiffany Kelly från The Daily Dot skrev att “den distraherade pojkvänsmemens räckvidd, oavsiktligt skapat genom Guillems portfölj, skilde det från annat populärt internetinnehåll [under 2017].” “De säger att de mest specifika berättelserna ofta är de mest universella, och den här memens absurda popularitet bevisar den poängen bortom allt tvivel.”